# آيت محمد (آيت سعيد أو حسين)
آيت محمد هو دُوَّار يقع بجماعة بومية، إقليم ميدلت، جهة درعة تافيلالت في المملكة المغربية. ينتمي الدوّار لمشيخة آيت سعيد أو حسين التي تضم 5 دواوير. يقدر عدد سكانه بـ 346 نسمة حسب الإحصاء الرسمي للسكان والسكنى لسنة 2004.

## وصلات خارجية
- البوابة الوطنية للجماعات الترابية
- المندوبية السامية للتخطيط